# Darja Waskina
Darja Andriejewna Waskina (ros. Дарья Андреевна Васкина; ur. 30 lipca 2002) – rosyjska pływaczka specjalizująca się w stylu grzbietowym.
W 2019 roku na mistrzostwach świata w Gwangju zdobyła brązowy medal w konkurencji 50 m stylem grzbietowym, uzyskawszy czas 27,51. Na dwukrotnie dłuższym dystansie była ósma (59,74).